# Old Dads
Old Dads ist eine US-amerikanische Filmkomödie des Regisseurs und Produzenten Bill Burr aus dem Jahr 2023, der gemeinsam mit Ben Tishler auch das Drehbuch schrieb. Die Hauptrollen spielen Burr, Bobby Cannavale und Bokeem Woodbine. Der Film wurde am 20. Oktober 2023 weltweit auf Netflix veröffentlicht.

## Handlung
Jack Kelly, Connor Brody und Mike Richards sind seit Jahrzehnten Freunde und Geschäftspartner. Mit Ende 40 tun sie sich zunehmend schwer mit gesellschaftlichen Veränderungen und den wachsenden Erwartungen an ihr Verhalten. Als Connor versucht, seinen Sohn Colin für dessen aggressives Verhalten zur Rechenschaft zu ziehen, so wird er von seiner Frau Cara kritisiert. Die drei beschließen, ihr Unternehmen „Trifecta“ an einige Millennials zu verkaufen. Zwar werden sie weiterbeschäftigt, doch sind schockiert, als der neue hippe CEO Aspen alle Mitarbeiter über 35 – mit Ausnahme von ihnen – entlässt. Das Unternehmen modernisiert sich grundlegend und positioniert sich nun als gender- und klimaneutral.
Jack gerät unterdessen in Schwierigkeiten, als er seinen Sohn Nate zwei Minuten zu spät aus der Vorschule abholt und von der Direktorin öffentlich gerügt wird. Er reagiert mit heftigen Beschimpfungen. Seine Frau Leah zwingt ihn, sich zu entschuldigen, da sie für Nates Aufnahme an einer Privatschule auf eine Empfehlung der Direktorin angewiesen sind. Widerwillig bittet Jack vor einer ganzen Gruppe von Eltern und Kindern um Verzeihung – und muss für jede einzelne Beschwerde gerade stehen. Leah macht ihm klar, dass er sich in den nächsten drei Monaten weiterhin von seiner besten Seite zeigen muss, um die Zukunft seines Sohnes nicht zu gefährden.
Mike, ein geschiedener Vater zweier erwachsener Söhne, erlebt eine Überraschung: Obwohl er sich vor Jahren sterilisieren ließ, teilt ihm seine junge Freundin Britney mit, dass sie schwanger sei. Später treffen sich die drei Freunde in einer Bar, und Jack und Connor versuchen, ihm die positiven Seiten der bevorstehenden Vaterschaft nahezubringen.
Als Jack die Organisation der Benefizveranstaltung der Vorschule übertragen wird, fühlen er und Connor sich von den jüngeren Eltern ausgegrenzt. Bei der Arbeit werden die drei Freunde losgeschickt, um Ed Cameron aufzuspüren, einen Exzentriker, der seit den 1980er Jahren autark lebt, um ihn als Werbefigur für Trifecta zu gewinnen. Travis, einer der jungen Mitarbeiter, begleitet sie dabei. Als die alten Freunde miteinander scherzen, bezeichnet er deren Verhalten als misogyn. Mike kritisiert daraufhin dessen moralische Überheblichkeit und weist darauf hin, dass auch Travis nicht durchgehend politisch korrekt ist. Als sie versehentlich ein Gürteltier überfahren, erscheint Cameron, um es einzusammeln.
Währenddessen kommt es zu einem Konflikt zwischen Leah und Cara: Als Colin Leahs schwangeren Bauch schlägt und sie ihn zurechtweist, schlägt er erneut zu. Cara nimmt ihren Sohn in Schutz, woraufhin ein Streit zwischen den Frauen entbrennt. Bei Trifecta ist es dem Trio zwar gelungen, Cameron zu rekrutieren, aber Aspen feuert sie, weil eine versteckte Kamera im Mietwagen ihre frauenfeindlichen Scherze aufgezeichnet hat. Auch Travis wird entlassen, da seine Fernsehkamera ihn beim Mitsingen von anstößigen Rap-Texten gefilmt hat.
Danach bricht Mike den Kontakt zu Jack ab; Connor darf wegen Caras Wut auf die Kellys keinen Kontakt haben, also konzentriert sich Jack auf die Schulveranstaltung. Sie verläuft zunächst erfolgreich, bis ein weiterer Zwischenfall dazu führt, dass Leah ihn endgültig aus dem Haus wirft. In einem Diner begegnen sich Jack und Mike zufällig wieder. Sie versöhnen sich und nehmen Connor zu einem spontanen Junggesellenabschied im Casino mit, da Britney nun auf einer baldigen Hochzeit besteht. Im Casino treffen sie überraschend auf Aspen, der mittlerweile selbst wegen eines politisch inkorrekten Kommentars entlassen wurde. Später, in einem Stripclub, erhält Jack einen Anruf, dass Leah in den Wehen liegt. Da alle betrunken sind, müssen sie ein Uber nehmen. Da der Fahrer unerträglich langsam ist, fahren sie schließlich mit Elektrotretrollern zur Klinik.
Jack kommt zu spät zur Geburt, versöhnt sich aber mit Leah und verspricht, in Therapie zu gehen. Am Ende entscheiden sie sich für eine öffentliche Schule für Nate und Jack hat gelernt, sein Temperament besser zu kontrollieren. Mike macht Britney einen richtigen Heiratsantrag und Connor bringt Cara dazu, lockerer zu werden.

## Produktion
Im März 2022 wurde bekannt gegeben, dass Bill Burr als Co-Autor, Regisseur und Hauptdarsteller an einem Projekt namens Old Dads für Miramax und Burrs eigene Produktionsfirma All Things Comedy mitwirken würde. Neben Burr wurden Bobby Cannavale und Bokeem Woodbine als Hauptdarsteller angekündigt. Das Drehbuch wurde von Ben Tishler mitverfasst, der neben Burr, Bill Block, Monica Levinson und Mike Bertolina den Film produziert. Im selben Monat wurde berichtet, dass Katie Aselton Burrs Ehefrau Leah spielen wird. Im selben Monat wurde Reign Edwards als Britney, Woodbines Freundin, zur Besetzung hinzugefügt.
Die Dreharbeiten begannen am 2. März 2022 in Los Angeles. Die Hollywood Reporter, die Burr im April 2022 am Set interviewte, beschrieb den Film als „halb-autobiografisch“. Das Drehbuch wurde von Burr und Tishler inspiriert, die beide relativ spät Vater wurden. Bertolina bezeichnete es als „Bills Stand-up in einer erzählerischen Form“.
Am 20. Oktober 2023 wurde Old Dads weltweit bei Netflix veröffentlicht.